# Taxi (film)
A Taxi 1998-ban bemutatott francia akcióvígjáték, melyet Luc Besson forgatókönyvéből Gérard Pirès rendezett. A főbb szerepekben Samy Naceri, Frédéric Diefenthal és Marion Cotillard látható.
Négy folytatása készült: Taxi 2. (2000), Taxi 3. (2003), Taxi 4. (2007) és Taxi 5. (2018). 2004-ben jelent meg amerikai feldolgozása Amerikai taxi címmel.

## Cselekmény
A Marseille-ben élő Daniel Morales rajong a vezetésért. Otthagyja robogóval végzett pizzafutári munkáját és taxisofőrnek áll. A saját maga által átalakított, felspécizett fehér Peugeot 406 volánjánál olyan ügyfeleket kap, mint Camille, egy kedves, hatvanas éveiben járó nő, akit finoman fuvaroz. Ám amikor egyik ügyfele azt kéri tőle, hogy huszonöt percnél rövidebb időn belül érkezzen a Marignane-i repülőtérre, pár gombnyomással átalakítja a taxiját, és úgy hajt, mint egy Grand Prix-sofőr.
Egy nap felveszi Camille fiát, Émilien-t, a bizonytalan, kezdő rendőrtisztet. Émilien már nyolcszor próbált átmenni a vezetői vizsgán, eddig sikertelenül. Hogy a helyiek ne kérjék tőle a büntetőcédulák rendezését, az anyja IBM-mérnöknek mondja a fiát. A fuvar során Daniel hevesen kritizálja az általa gyűlölt rendőröket, Émilien pedig védelmükre siet. Miután Marseille utcáin bemutatja pilótatudását, Daniel a rendőrségen találja magát, ahol Émilien felfedi valódi foglalkozását. A fiatal rendőr alkut ajánlja Danielnek: ha segít letartóztatni egy jó ideje Marseille-ben tevékenykedő rablóbandát, akkor gyorshajtás miatt nem veszi el jogosítványát. Daniel munkája érdekében kénytelen belemenni az alkuba.
Megfigyelőképességének és szerelői ismereteinek köszönhetően Daniel rájön, németekről lehet szó, és azonosítja a műhelyt is, ahol azok meg akarják javíttatni a járművüket. Daniel és Émilien éjszaka odamennek, és megfigyelik a jövés-menést, Daniel megtudja, hogy Krüger, a tulajdonos álmatlanságban szenved, és soha nem zár be. Éjszaka a németek szürke Mercedesükkel megérkeznek a megrendelt új gumiabroncsokért. Két koreai taxisofőr taktikáján felbuzdulva Émilien elbújik a csomagtartójukban, de a szerelők leleplezik és a szemetesbe dobják. Daniel segít neki kimászni.
Másnap Emilien és Daniel ismét a garázsba mennek, Emilien ki akarja hallgatni Krügert, de Krüger elővesz egy géppisztolyt, és lőni kezd feléjük. Danielnek van ideje megvédeni Emilien-t egy autó mögött, és lövöldözés kezdődik. Az összes alkalmazott egy furgonnal menekül, beleértve a főnököt is. Emilien tovább lövöldözik, mint az őrült, amíg Daniel rá nem mutat, hogy rajtuk kívül senki sem maradt a garázsban.
Emilien egy amerikai sorozatot néz a tévében, amelyben egy titkosügynök jeladót szerel egy autóra, hogy követni tudja a gengsztereket; ez inspirálja, és ezt a tervet javasolja főnökének, Gibert felügyelőnek... de túl gyorsan elmegy otthonról, és elfelejti elzárni a vízforralót, ami tüzet okoz... A lakásuk leég. 
A rablók egy piros Mercedes-ben érkeznek a bankhoz, és bemennek. Egy hamis éttermi teherautóban rejtőző mesterlövész jeladót lő az autóra: a rablók gyorsan elhajtanak, elvegyülnek a forgalomban, de a jeladó segítségével követhetők... amíg át nem festik autójukat metálszürkére egy teherautóban, és az leárnyékolja a jeladót. 
A szürke Mercedest megállítja a rendőrség, de Gibert felfedezi, hogy nincs benne pénzzel teli táska, csak pizsamák. Mivel nincs tárgyi bizonyíték, az autóban ülők „egyszerű turisták”, és így elengedik őket.
A túlmelegedett gázforraló okozta tűz miatt Émilien és édesanyja hajléktalanná válnak, és bekopogtatnak Danielhez, hogy befogadja őket. Vonakodva elfogadja, annak ellenére, hogy barátnője, Lili ellenkezik, és dühös, amiért megzavarták az estéjét. 
A kirabolt bankban egy olasz származású takarító megtalálja és elhozza a rablók által egy szobában elrejtett pénzeszsákokat. A rablók odaadják neki a zsákmány egy kisebb részét, és elengedik a feleségét, akit addig fogva tartottak.
Daniel rájön, hogy az autókat átfestették, hogy észrevétlenek legyenek; egy autós edzőpályára mennek... ahol a rablók néhány kört tesznek. Daniel cukkolja és kihívja őket egy tét nélküli versenyre, és megnyeri. A németek bosszúsak, ami része Daniel tervének. Elmagyarázza Emiliennek, a cél az, hogy vetélkedésre provokálják őket, mert akkor óvatlanabbak lesznek. A fiatal rendőr szívesebben hívott volna erősítést a németek letartóztatásához, de nem volt bizonyítéka a gaztettekre.
Daniel tervét követve Émilien megszerez egy piros-lámpa kulcsot egy kollégájától, Jimmytől, Daniel barátja pedig 20 másolatot készít. Kölcsönkér 20 adóvevőt is, és Daniel prédikációjától felbuzdulva elmondja egy idegesítő kollégájának az igazat, és elmegy megcsókolni Petrát, a kolléganőjét, akibe szerelmes. 
A legutóbbi bankrablásnál a rablók 2 piros Mercedesszel érkeznek, a rendőrségnek nem sikerül megállítani őket, mivel túszokat ejtenek, majd gyorsan megszabadulnak tőlük. A banditák ezután úgy döntenek, hogy visszatérnek Németországba, mivel céljukat, a bank kirablását elérték.
Daniel észreveszi a teherautót, ahová a Mercedesek behajtanak, és ahol metálszürkére festették át őket. Követi őket, és egy piros lámpánál csatlakozik hozzájuk, ezzel provokálva a rablókat, hogy „rendezzék a számlát”; ezzel látványos üldözés veszi kezdetét Marseille utcáin, ahol számos autós szenved balesetet, akiket a főszereplők autói ütnek el. Daniel egy befejezetlen autópálya szakaszra hajt, és épp akkor lép a fékre, amikor az aszfaltnak vége; a németek, miután felgyorsultak, egy hídpillér tetején kötnek ki, amely nem kapcsolódik az úthoz, és így csapdába esnek. Mivel a bőröndjeik ezúttal tele vannak pénzeszsákokkal, a rendőrség végre letartóztathatja őket.
Émilien és Daniel Nemzeti Érdemrendet kapnak tettükért. Az előbbi megkapja Petra bocsánatkérését, az utóbbi pedig ajánlatot kap a prefektustól, aki a vétségek eltörlése érdekében felajánlja neki, hogy a Nemzeti Rendőrség színeiben vezethet egy Formula 3 versenyen. Daniel fancsali képpel, de elfogadja a versenyzési lehetőséget.

## Szereplők
| Szerep                                          | Színész              | Magyar hang         |
| ----------------------------------------------- | -------------------- | ------------------- |
| Daniel Morales, taxis                           | Samy Naceri          | Görög László        |
| Émilien Coutant-Kerbalec, kezdő rendőrfelügyelő | Frédéric Diefenthal  | Kerekes József      |
| Lilly Bertineau, Daniel barátnője               | Marion Cotillard     | Orosz Helga         |
| Camille Coutant-Kerbalec, Émilien anyja         | Manuela Gourary      | Pogány Judit        |
| Petra, kezdő rendőrfelügyelő                    | Emma Sjöberg         | Timkó Eszter        |
| Gibert                                          | Bernard Farcy        | Várkonyi András     |
| Alain                                           | Edouard Montoute     | Kapácsy Miklós      |
| Paulo                                           | Dan Herzberg         | Barabás Kiss Zoltán |
| Miniszter                                       | Dominique Noé        | Szokolay Ottó       |
| Marco                                           | Sébastien Pons       | Kálloy Molnár Péter |
| Rachid                                          | Malek Bechar         | Barabás Kiss Zoltán |
| Joe                                             | Georges Neri         | Pataki Imre         |
| Vezetésoktató                                   | Sébastien Thiery     | Breyer Zoltán       |
| Reptéri utas                                    | Philippe Du Janerand | Uri István          |

## Díjak és jelölések
| Év   | Díj          | Kategória                | Jelölt                        | Eredmény |
| ---- | ------------ | ------------------------ | ----------------------------- | -------- |
| 2000 | Golden Slate | Legjobb filmzene         |                               | Elnyerte |
| 1999 | César-díj    | Legjobb vágás            | Véronique Lange               | Elnyerte |
| 1999 | César-díj    | Legjobb hang             | Vincent Tulli Vincent Arnardi | Elnyerte |
| 1999 | César-díj    | Legjobb rendező          | Gérard Pirès                  | Jelölve  |
| 1999 | César-díj    | Legjobb film             |                               | Jelölve  |
| 1999 | César-díj    | Legjobb zene             | Akhenaton                     | Jelölve  |
| 1999 | César-díj    | Legígéretesebb színész   | Samy Naceri                   | Jelölve  |
| 1999 | César-díj    | Legígéretesebb színésznő | Marion Cotillard              | Jelölve  |

## Fordítás
Ez a szócikk részben vagy egészben  a   Taxi (film, 1998) című francia Wikipédia-szócikk fordításán alapul.  Az eredeti cikk szerkesztőit annak laptörténete sorolja fel. Ez a jelzés csupán a megfogalmazás eredetét és a szerzői jogokat jelzi, nem szolgál a cikkben szereplő információk forrásmegjelöléseként.